# Verkehrswirtschaftslehre
Die Verkehrswirtschaftslehre (oder auch Verkehrsbetriebslehre, Verkehrswirtschaft) ist innerhalb der Betriebswirtschaftslehre eine spezielle Betriebslehre, die sich mit den ökonomischen Gegebenheiten im Zusammenhang mit der Ortsveränderung von Gütern (Güterverkehr), Personen (Personenverkehr), Tieren (Tiertransport) und Nachrichten im Verkehrswesen befasst (z. B. Verkehrsleistung, Wettbewerb usw.). 

## Allgemeines
Arbeitsgebiete sind u. a. die volkswirtschaftliche Analyse des Verkehrswesens (oft auch als Verkehrswissenschaft bezeichnet), die kaufmännische Behandlung von einzelnen Wirtschaftszweigen oder Verkehrsunternehmen (Verkehrsbetriebslehre bzw. Verkehrsbetriebswirtschaftslehre), die Untersuchung besonderer Bereiche innerhalb der Verkehrswirtschaft wie z. B. die Kommunikationswirtschaft (Kurier-Express-Paket-Dienste und Telekommunikation, die Tourismuswirtschaft (vgl. Tourismuswissenschaft, Betriebswirtschaftslehre des Tourismus), der Öffentliche Verkehr, die Logistik u. a.) und Schnittstellenbereiche, wie z. B. die Stadtplanung/Raumordnung/Verkehrsgeographie, Verkehrsplanung, Verkehrsstatistik, Verkehrsökonometrie, Verkehrspolitik.

## Ausbildung
Die Ausbildung zum Verkehrswirtschaftler erfolgt i. d. R. entweder als Vertiefung im Bereich der Studien Bauingenieurwesen, Maschinenbau oder Raumplanung (Verkehrssystembezug) oder als Spezialisierung eines Studiums der Volkswirtschaftslehre. Ausbildungen im Rahmen der Betriebswirtschaft sind i. d. R. dem Transportwesen zuzuordnen und verbleiben auf betrieblicher Ebene. Ein grundständiges Studium der Verkehrswirtschaft ist an der Fakultät Verkehrswissenschaften „Friedrich List“ der Technischen Universität Dresden und an der Fachhochschule Heilbronn möglich.
Eine Weiterbildungsmöglichkeit insbesondere für Reiseverkehrskaufleute ist der „Staatlich geprüfte Betriebswirt Fachbereich Touristik“ an Fachschulen (bzw. Fachakademien in Bayern). Dieser zweijährige Vollzeitstudiengang in Verbindung mit der vorhergehenden kaufmännischen Ausbildung entspricht inhaltlich dem Bachelor und ist diesem im europäischen Referenzrahmen gleichgestellt. 